# Gerres akazakii
Gerres akazakii és una espècie de peix pertanyent a la família dels gerrèids.

## Descripció
- Fa 16,9 cm de llargària màxima.[4]

## Hàbitat
És un peix marí, de clima subtropical i demersal que viu entre 2-3 m de fondària.

## Distribució geogràfica
És un endemisme del Japó.